# Ugo Riva
Ugo Riva (Bergamo, 9 agosto 1951) è uno scultore italiano.

## Biografia
Ugo Riva nasce a Bergamo e scopre il suo talento artistico, da completo autodidatta, nel corso degli studi superiori presso l'Istituto Magistrale Statale: dopo alcune sperimentazioni pittoriche decide di dedicarsi completamente alla scultura e frequenta brevemente lo studio di Tarcisio Brugnetti.

Le sue prime mostre risalgono all'inizio degli anni Ottanta, dal termine del medesimo decennio datano invece le collaborazioni con importanti gallerie e mercanti d'arte che lo hanno portato ad esporre, negli anni successivi, in numerose città italiane e straniere.

Il suo lavoro è stato oggetto dell'attenzione di critici quali Mario De Micheli, Sergio Zavoli, Vittorio Sgarbi, Elena Pontiggia, Antonio Natali, Paolo Portoghesi, Donald Kuspit, Gerard Xurigera, Timothy J. Standring, Wolf Gunther Thiel, Paolo Sacchini, Beatrice Buscaroli e Flavio Arensi.

Nel 2013 è stato nominato da papa Benedetto XVI membro della Accademia dei Virtuosi al Pantheon

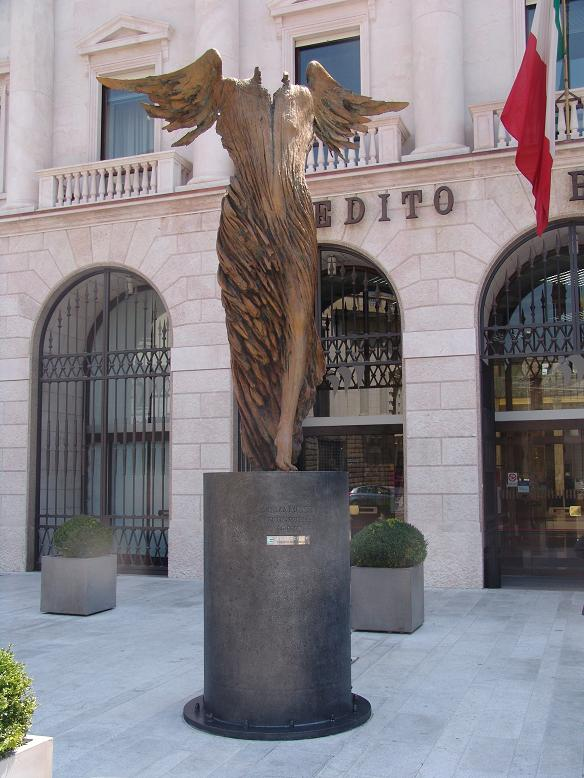
Anima Mundi (2011) in largo Porta Nuova a Bergamo

## Attività e opere
Le sue prime opere giovanili, negli anni Settanta e Ottanta risentono dell'influenza espressionista, in seguito lo studio della statuaria greca, dell'arte rinascimentale italiana e di Canova lo portano ad abbracciare stilemi neoclassici e al recupero di temi mitologici ed epici.

Gli incontri con il gallerista milanese Giuseppe Gastaldelli e il critico Mario De Micheli lo avvicinano poi alle opere di grandi scultori italiani del XX secolo come Arturo Martini, Marino Marini ed Emilio Scanavino, che costituiranno, insieme a Giacomo Manzù e Augusto Perez, ulteriori fonti di ispirazione per l'evoluzione della sua poetica.

Dalla metà degli anni Novanta, infatti, Riva, senza mai tradire la scelta figurativa, opera un'incessante ricerca personale basata su una lettura critica della società contemporanea e del ruolo che gli artisti e l'arte sono chiamati a svolgere in essa: negli anni Dieci e Venti del ventunesimo secolo sono poi diventate sempre più centrali nella sua poetica l'interrogazione circa i più profondi temi esistenziali che toccano l'umanità fin dalle sue origini e, soprattutto, la messa a nudo dell'insopprimibile e drammatica fragilità e solitudine di ogni individuo, ovvero le profonde e insanabili ferite che, per un beffardo paradosso, sono acuite e aggravate proprio dall'apparente connessione continua e globale promossa dai nuovi mezzi di comunicazione.

Oltre alla scultura, Riva nutre una grande passione per il disegno: nel 2000 ha realizzato l'Evangeliario per l'anno giubilare, l'anno successivo ha poi illustrato un'edizione dei Canti di Giacomo Leopardi mentre nel 2003 è stata la volta del Libro d'ore, contenente ventinove Canti del Salterio tradotti da David Maria Turoldo (che Riva conobbe personalmente negli anni Settanta durante il priorato di Turoldo presso l'Abbazia rettoria di Sant'Egidio in Fontanella), l'Ave Maria e sette Canti del Nuovo Testamento selezionati da monsignor Gianfranco Ravasi, autore dell'introduzione e dei commenti ai testi.
Le esperienze dell'Evangeliario e del Libro d'ore hanno inoltre rinnovato il suo interesse per l'arte sacra, che si è estrinsecato nella realizzazione, nel 2006, di una Via Christi in cotto policromo per il Tempio Votivo di Bergamo a cui segue, nel 2007, una mostra antologica presso il palazzo della Provincia di Bergamo.

Gli anni Dieci del XXI secolo si sono aperti con la creazione, nel 2011, di Anima Mundi, un'opera raffigurante un angelo acefalo e collocata a Bergamo nel centralissimo largo Porta Nuova e con la partecipazione, nello stesso anno, alla Biennale di Venezia e alla realizzazione della mostra Sculture nel parco tenutasi nel 2012 presso il Four Seasons di Firenze.
Nel 2017 Riva allestisce presso la Fortezza Medicea di Arezzo la mostra antologica La Porta dell' Angelo con la curatela di Vittorio Sgarbi mentre nel 2019 è la volta di Natus con terracotte e bronzi policromi esposti presso il salone di Donatello della Basilica di San Lorenzo a Firenze: la mostra si avvale della curatela di Francesca Sacchi Tommasi mentre il catalogo vede la collaborazione del poeta Davide Rondoni e la presenza di testi critici di Massoud Besharat, Beatrice Buscaroli, Francesco D'Arelli, Giordano Bruno Guerri, Lucetta Scaraffia e Vittorio Sgarbi. Con Guerri, in particolare, si avvia una costante e proficua collaborazione intellettuale e professionale che conduce Riva a collocare alcune proprie sculture nel parco del Vittoriale degli Italiani.

La pandemia di COVID-19 che, nelle sue prime fasi, colpisce duramente Bergamo e il suo territorio suscita nella popolazione un profluvio di emozioni che dai più profondi abissi del dolore e dalla disperazione risalgono fino a condurre ad una maggiore consapevolezza della propria umana fragilità: Riva interpreta queste dinamiche emotive con una serie di opere in cui sperimenta l'uso di materiali per lui nuovi come rami, foglie, petali di fiori, radici, reti da pesca, gabbie per uccelli e vecchie lampade. 
Le nuove opere vengono esposte per la prima volta nel 2021 presso il chiostro della Pinacoteca e museo civico di Volterra nell'ambito dell'esposizione Rubeus et alii che nasce come omaggio alla Deposizione di Volterra di Rosso Fiorentino e viene realizzata, di nuovo, con la collaborazione di Francesca Sacchi Tommasi mentre il catalogo si avvale di un testo critico di Antonio Natali. 
Le sculture dedicate al periodo più buio della pandemia di COVID-19 sono state poi presentate a Bergamo nel novembre 2022 con la mostra Dio mio Dio mio perché mi hai abbandonato? organizzata dalla Fondazione Creberg nell'ambito delle iniziative che vedono Bergamo e Brescia insignite in coppia del titolo di Capitale italiana della cultura per il 2023.
Sempre del 2022 è l'esposizione Nove sculture per una grande anima promossa dall'Associazione Grande Anima presso il Centro Studi Osvaldo Licini a Monte Vidon Corrado e corredata da un catalogo con testi di Laura Campanello, Annalisa e Valerio Palmieri e dello storico dell'arte Nunzio Giustozzi.

## Opere collocate in spazi pubblici
- Evangeliario - Sala delle Lacrime della Cappella Sistina – Città del Vaticano.
- Tregua – Palazzo Leone da Perego – Legnano.
- Come imperturbabili Dei - Palazzo della Provincia - Bergamo.
- Ho costruito quest'altare per te – sede della Camera di Commercio - Bergamo.
- Via Christi – Tempio Votivo - Bergamo.
- Trittico – Ospedale Civile di Legnano - Legnano.
- In viaggio con te – Polo Museale Civico Diocesano - Sulmona.
- L'arca della speranza – Comune di Bozzolo.
- La casa del tempo – sede provinciale Inail - Rimini.
- Il Grande Annuncio, Grande Madre e La madre di Piero – Museum of Biblicals - Dallas.
- Casa della memoria in piazza Zanardelli Chiari.
- Angelo nero, Angelo di Dio e Attesa – Transatlantico Rotterdam – New York.
- Anima mundi in largo Porta Nuova Bergamo.
- Il paradiso perduto – Fondazione Credito Bergamasco - Bergamo.
- Estasi napoletana – Museo Fundacion Villacero - Monterrey.
- Quando il cielo ti accarezza – Yageo Foundation - Taipei.
- Il tempo del tempo - Collezione Sigall – Washington.
- Testimoni della memoria – Collezione Fernandez – Palm Beach.
- Studio per i signori del tempo – Fondazione Carisbo - Bologna.
- Lungo viaggio con te – collezione Vervelius - Amsterdam.
- Davanti al mare – Fondazione Cassa di Risparmio di Rimini - Rimini.
- Trappola per angeli –Besharat Gallery - Barbizon.
- Il Giudizio - Piazza Castello – Castel Rozzone

## Volumi
- Ugo Riva, Vangelista, 1987
- Ugo Riva. Dieci anni di scultura, Larus edizioni, 1995
- Ugo Riva, Piero e dintorni, Artè edizioni, 1999
- Evangeliario, FMR-Art'è edizioni, 2000
- I Canti di Giacomo Leopardi, FMR-Art'è edizioni, 2001
- Libro d'ore, FMR-Art'è edizioni, 2003
- Riva scultore,  Silvana editoriale, 2007
- Ugo Riva. Via Christi Scultura Picta,  2007
- Riva scultore, Fondazione Credito Bergamasco, 2011
- Riva. Frammenti, Umberto Allemandi &C, 2013
- Ugo Riva. Sporcarsi le mani, FMR 2014
- Ugo Riva La Porta dell’Angelo,  Comune di Arezzo, 2018 (edizione fuori commercio)
- Natus, Capire Edizioni, 2019
- Rubeus et Alii, Capire Edizioni, 2021
- Ugo Riva 9 Sculture per una Grande Anima, 2022 (edizione fuori commercio)
- Dio mio Dio mio perche’ mi hai abbandonato?- Ugo riva scultore, Fondazione Credito Bergamasco, 2022,

(edizione fuori commercio)